# Мамбай
Мамбай (Mambay, Mamgbay, Mamgbei, Manbai, Mangbai, Mangbei, Mangbaï de Biparé, Momboi, Mongbay) — нигеро-конголезский язык, на котором говорят вдоль реки Майо-Кеби около чадской границы, на краю севера суб-округа Бибеми округа Бенуэ Крайнесеверного региона в Камеруне, а также около камерунской границы к западу от города Лере департамента Лак-Лере региона Западное Майо-Кеби в Чаде. Молодёжь заинтересована в языке.